# هلن کوراگینا
یلنا واسیلیونا کوراگینا (روسی: Елена Васильевна Курáгина) يک شخصیت داستانی در رمان جنگ و صلح اثر لئو تولستوی است، که در سال ۱۸۶۹ منتشر شد.